# Dolly Style
Dolly Style är en svensk popgrupp, skapad av Emma Nors och Palle Hammarlund. Gruppen bildades 2014 och består av fyra kvinnor som har artistnamnen Molly (rosa), Holly (blå), Polly (lila) och den nyare karaktären Yolly (gul).

## Bakgrund
Dolly Style bildades sommaren 2014 av Emma Nors och Palle Hammarlund. Nors och Hammarlund hade sedan tidigare arbetat med originalmedlemmarna Carolina Magnell (Molly), Alexandra Salomonsson (Holly) och Emma Pucek (Polly) i tidigare projekt. Senare fick de kontakt med låtskrivaren och producenten Jimmy Jansson. Han producerade låten "Hello Hi", som var deras debutsingel. Under 2015 gav gruppen ut två singlar, "Cherry Gum" och "Upsy Daisy".
De uppgav inledningsvis i media att de kom från "ett dockhus i Dollyville", men gruppen bildades i Stockholm. Dolly Style är inspirerad av japansk kultur som fairy kei, gyaru och lolita. Gruppen lånar dock endast utseendet från japansk kultur. Musiken är inte relaterad till Japan.

## Melodifestivalen
Vid Melodifestivalen 2015 medverkade gruppen i första deltävlingen med låten "Hello Hi" som är skriven av Emma Nors, Palle Hammarlund och Jimmy Jansson, som producerat låten. Under den första deltävlingen i Göteborg den 7 februari 2015 gick gruppen vidare till Andra chansen i Helsingborg den 7 mars. Gruppen gick dock inte vidare från Andra Chansen i Helsingborg till final, utan blev utslagna i duellen mot Dinah Nah.
Gruppen deltog även i fjärde deltävlingen i Melodifestivalen 2016 med låten "Rollercoaster", skriven av Thomas G:son, Peter Boström och Alexandra Salomonsson. De slogs dock ut i duellen i "Andra chansen".
De deltog i Melodifestivalen 2019 med låten "Habibi", i den tredje deltävlingen där de kom på femte plats. Av alla 20 låtar som inte direktkvalificerade sig till final var "Habibi" strax före finalen, med 1,8 miljoner visningar, den mest visade låten på Melodifestivalens Youtubekanal med omkring dubbelt så många visningar som den näst mest visade. "Habibi" hade vid den tidpunkten även nästan tre gånger fler visningar än de direktkvalificerade bidragen, men då hade "Habibi" varit publicerad dubbelt så länge.
Dolly Style medverkade för en fjärde gång i Melodifestivalen 2025. Låten "Yihaa", skriven av Caroline Aronsson, Herman Gardarfve, Patrik Jean, David Lindgren Zacharias, Mikaela Samuelsson och Melanie Wehbe, gick vidare till finalkvalet och därifrån till finalen där den slutade på en femte plats.

## Bandmedlemmar
Medlemmarna i Dolly Style har genom åren varierat med olika personer som antagit rollerna som Molly, Holly och Polly. År 2023 utökades gruppen med en fjärde karaktär kallad Yolly.
Nuvarande medlemmar
- Holly (Vilma Davidsson) (2018– )
- Polly (Caroline Aronsson) (2018– )
- Molly (Annie Moreau) (2021– )[8]

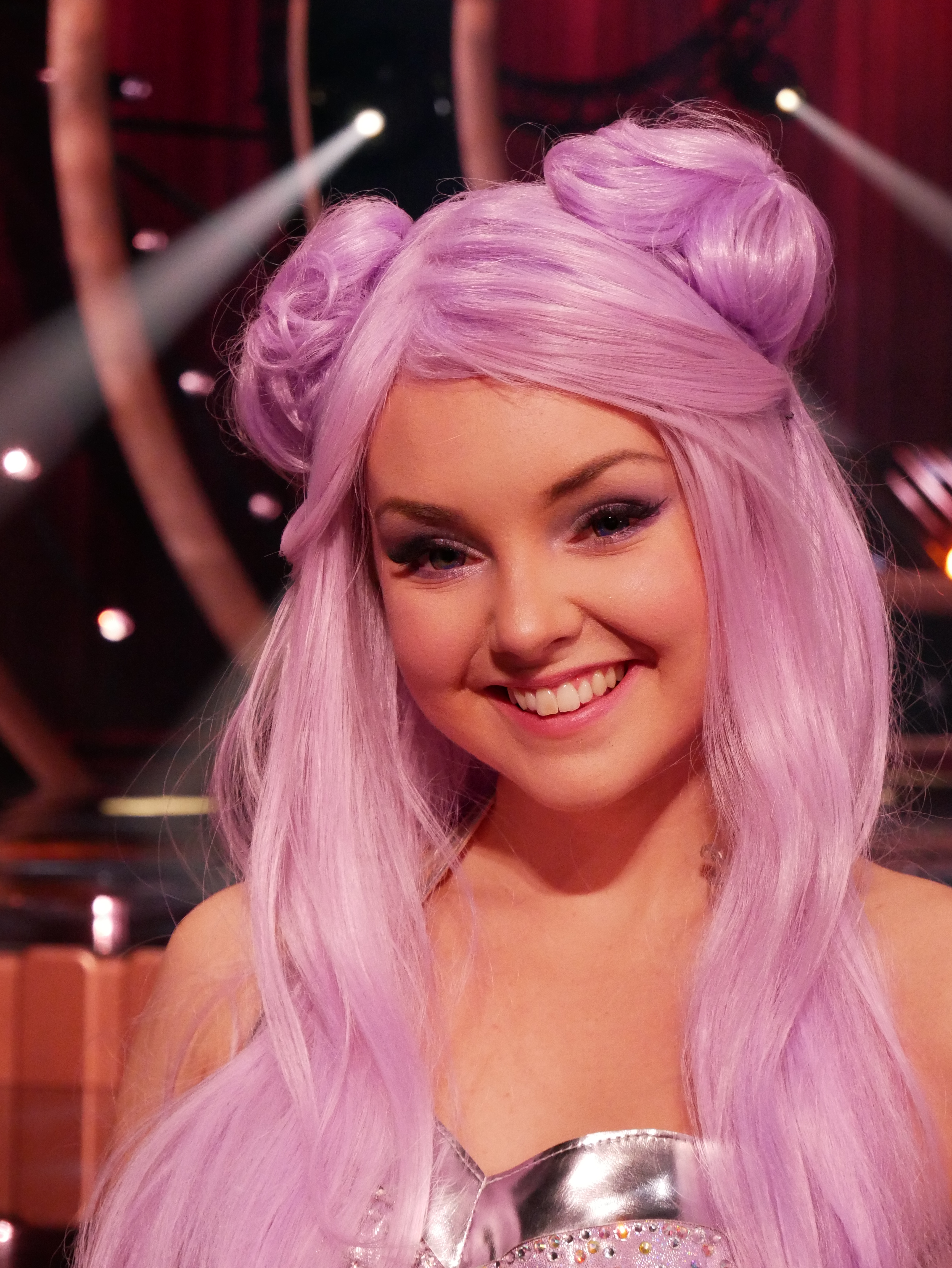
Caroline Aronsson som Polly.

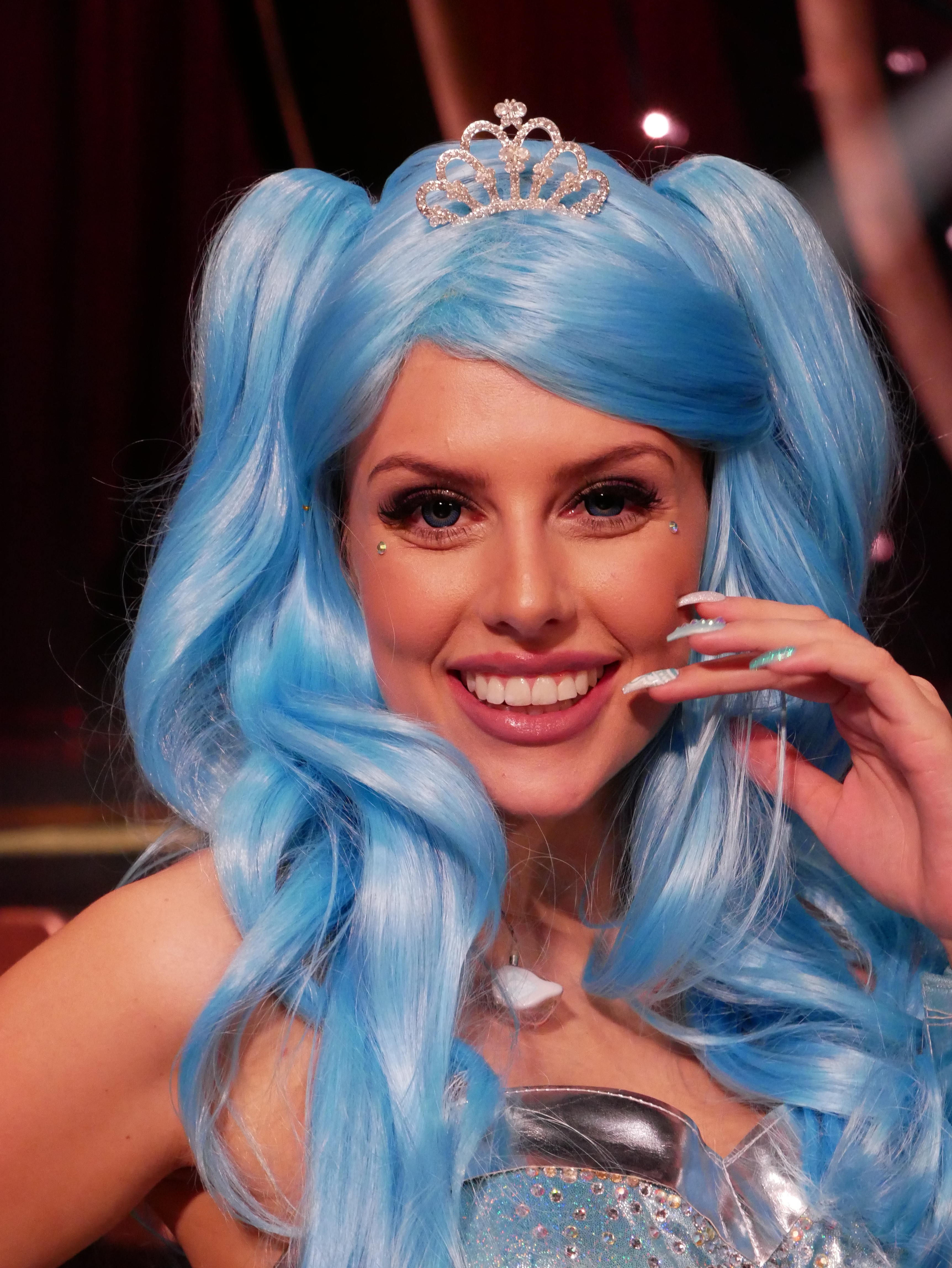
Vilma Davidsson som Holly.

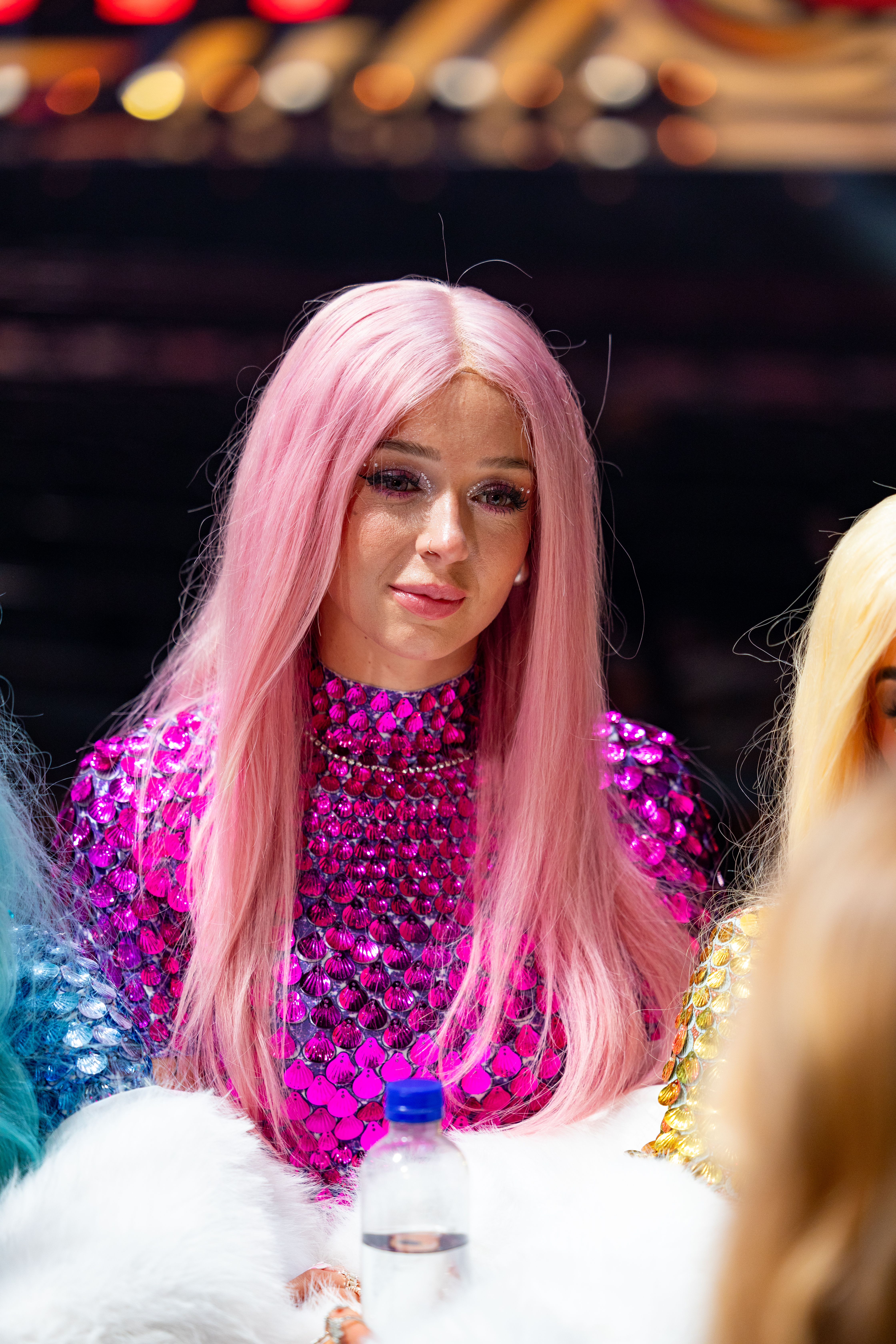
Annie Moreau som Molly.

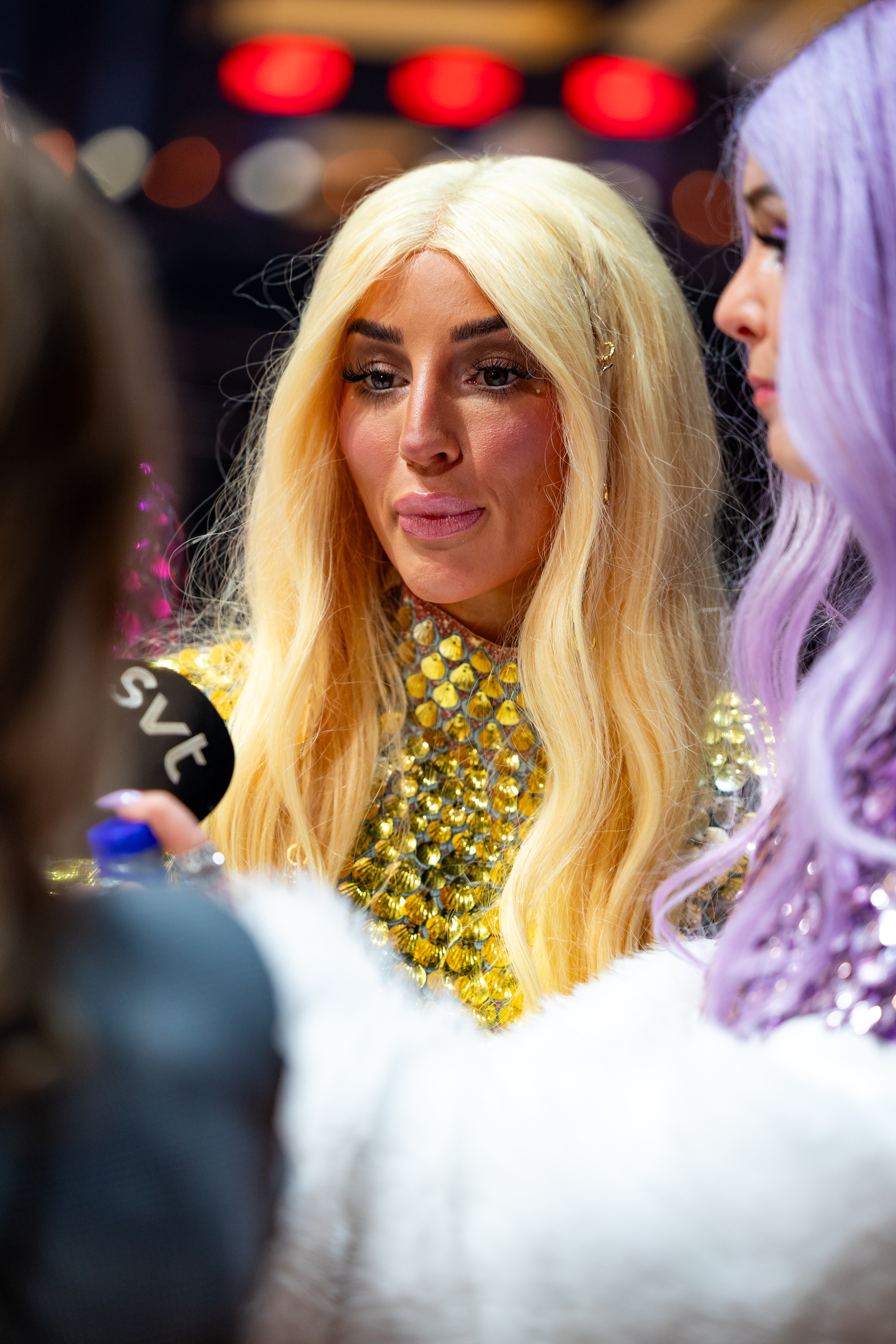
Mikaela Samuelsson som Yolly.

- Yolly (Mikaela Samuelsson) (2023– )[9]

Tidigare medlemmar
- Holly (Alexandra Salomonsson) (2014–2018)
- Molly (Carolina Magnell) (2014–2015)
- Molly (Mikaela Samuelsson) (2015–2019)
- Molly (Linnéa Källström) (2019–2021)
- Polly (Emma Pucek) (2014–2015)
- Polly (Marielle Myhrberg) (2015–2016)
- Polly (Sarah von Reis) (2016–2018)

### Tidslinje
Originalmedlemmarna i Dolly Style var Carolina Magnell (Molly), Alexandra Salomonsson (Holly) och Emma Pucek (Polly). Den 5 april 2015 lämnade Emma Pucek (Polly) gruppen för att gå vidare och satsa på sitt band Hart. Dagen därpå ersattes hon av Marielle Myhrberg. Den 5 november 2015 lämnade även Carolina Magnell (Molly) gruppen och ersattes senare av Mikaela Samuelsson. Den 10 augusti 2016 meddelade Marielle Myhrberg (Polly) att hon kommer lämna Dolly Style. 12 september 2016 presenterades en ny Polly (Sarah von Reis).
Den 8 mars 2018 lämnade Alexandra Salomonsson (Holly) gruppen. Hon blev ersatt av en ny Holly, Vilma Davidsson, den 22 maj samma år. Därmed var alla originalmedlemmar utbytta. Den 18 november 2018 meddelade Sarah von Reis (Polly) via Instagram att hon slutar i Dolly Style. Hon blev ersatt av Caroline Aronsson den 24 november samma år.
Den 20 juni 2019 meddelade Mikaela Samuelsson (Molly) via Instagram att hon slutar i Dolly Style efter fyra år i gruppen.
Den 1 juli 2021 meddelade Linnéa Källström (Molly) via Instagram att hon skulle sluta i gruppen, och den 31 juli 2021 gjorde hon sin sista dag. Hon blev ersatt av Annie Moreau den 17 augusti samma år. 
Den 25 december 2023 meddelade bandet via Instagram och Youtube att man lägger till en fjärde medlem (Yolly). Platsen som Yolly tas av den tidigare bandmedlemmen Mikaela Samuelsson.

## Dokumentär
Den 17 februari 2019, dagen efter Dolly Styles medverkan i Melodifestivalen 2019, släppte SVT det första avsnittet av tre av kortdokumentären Dolly Style-fabriken som visar hur Emma Nors och Palle Hammarlund ursprungligen formade gruppen, affärsmodellen och en önskan att exportera konceptet till andra länder. I dokumentären riktades kritik mot skaparna av popgruppen. Nors menade att SVT, genom att enbart låta tidigare medlemmar (och inte nuvarande medlemmar) uttala sig, hade svartmålat och vinklat dokumentären. Dokumentärskaparna genmälde att man erbjudit Nors att delta i ytterligare intervjuer för att bemöta kritiken och att de försökt få intervjuer med de nuvarande medlemmarna.
I dokumentärens andra avsnitt uppgav Sarah von Reis att hennes avhopp från gruppen inte varit frivilligt utan att hon blivit sparkad från gruppen av Emma Nors. Hon menade även att avskedsbrevet som publicerades på Instagram i samband med att hon lämnat gruppen inte skrivits av henne själv.
Det avslutande arbetet med dokumentären skedde hastigt då dokumentärens skapare ville få ut det första avsnittet lagom till Melodifestivalen 2019 där Dolly Style medverkade. Efter dokumentären avslutade Emma Nors och Dolly Style sitt samarbete, medan Palle Hammarlund fortsatt som låtskrivare.[källa behövs]

## Musikstil
Musiken kan beskrivas som en blandning av pop, eurodance och bubblegumdance. Låtarna är lätta att sjunga med i och dansa till, och riktar sig till en yngre publik.

## Diskografi

### EP
| Datum        | Titel     | Listplacering | Certifiering |
| ------------ | --------- | ------------- | ------------ |
| 30 juni 2017 | Moonlight |               |              |
| 24 maj 2019  | Sunrise   | —             | —            |

### Singlar
| Datum             | Singel                                 | Listplacering | Certifiering | Album                 |
| Datum             | Singel                                 | SWE           | Certifiering | Album                 |
| ----------------- | -------------------------------------- | ------------- | ------------ | --------------------- |
| 7 februari 2015   | "Hello Hi"                             | 32            |              | Melodifestivalen 2015 |
| 8 maj 2015        | "Cherry Gum"                           | 34            |              |                       |
| 10 september 2015 | "Upsy Daisy"                           |               |              |                       |
| 28 februari 2016  | "Rollercoaster"                        | 27            |              | Melodifestivalen 2016 |
| 3 juni 2016       | "Unicorns & Ice Cream"                 |               |              |                       |
| 21 oktober 2016   | "Young & Restless"                     |               |              |                       |
| 11 november 2016  | "Tänd ett ljus"                        |               |              |                       |
| 7 april 2017      | "Bye Bye Bby Boo"                      |               |              |                       |
| 10 augusti 2018   | "L-O-V-E"                              |               |              |                       |
| 19 oktober 2018   | "Hush Little Baby (VIP) (feat. Molly)" |               |              |                       |
| 26 oktober 2018   | "Red Lights (feat. Holly)"             |               |              |                       |
| 2 november 2018   | "B-A-B-Y (feat. Polly)"                |               |              |                       |
| 23 februari 2019  | "Habibi"                               | 4             |              | Melodifestivalen 2019 |
| 7 juni 2019       | "How Far I'll Go"                      |               |              |                       |
| 15 november 2019  | "Sayonara"                             |               |              |                       |
| 24 januari 2020   | "FRKN PERFECT"                         |               |              |                       |
| 24 april 2020     | "Boom Boom Box"                        |               |              |                       |
| 26 november 2020  | "Open Your Arms: It'S X - Mas"         |               |              |                       |
| 17 december 2020  | "Kick It & Break It"                   |               |              |                       |
| 30 april 2021     | "We R"                                 |               |              |                       |
| 19 november 2021  | "Christmas Lights"                     |               |              |                       |
| 14 maj 2022       | ”BAM BAM”                              |               |              |                       |
| 24 februari 2023  | "Dance 'Til Tomorrow"                  |               |              |                       |
| 2 juni 2023       | "Jump"                                 |               |              |                       |
| 23 december 2023  | "Mi Amor"                              |               |              |                       |
| 26 januari 2024   | "Girls Girls Girls"                    |               |              |                       |
| 24 mai 2024       | "Mermaid"                              |               |              |                       |
| 31 oktober 2024   | "Tjofadderittanlej"                    |               |              |                       |
| 14 februari 2025  | "Yihaa"                                |               |              | Melodifestivalen 2025 |
| 20 juni 2025      | "POM POM"                              |               |              |                       |

Outgivna låtar
- "She's Got to Know"
- ”Twinkle Twinkle Little star”